# Rhizoctonia rubi
Rhizoctonia rubi é uma espécie de fungo pertencente à família Ceratobasidiaceae.